# Hairless Toys
Hairless Toys är den irländska sångerskan Róisín Murphys tredje studioalbum. Det släpptes den 11 maj 2015.

## Låtförteckning
Alla låtar är skrivna och komponerade av Róisín Murphy och Eddie Stevens. 
| Nr           | Titel                      | Längd |
| ------------ | -------------------------- | ----- |
| 1.           | Gone Fishing               | 5:57  |
| 2.           | Evil Eyes                  | 6:42  |
| 3.           | Exploitation               | 9:23  |
| 4.           | Uninvited Guest            | 5:58  |
| 5.           | Exile                      | 4:00  |
| 6.           | House of Glass             | 6:52  |
| 7.           | Hairless Toys (Gotta Hurt) | 6:18  |
| 8.           | Unputdownable              | 5:14  |
| Total längd: | Total längd:               | 50:24 |

## Medverkande
- Róisín Murphy – sång, bakgrundssång
- Eddie Stevens – keyboard, gitarr, elbas

Övriga medverkande
- Jamie McCredie – gitarr
- Dave De Rose – trummor
- Rob Mullarkey – elbas, ride cymbal
- Dan Darriba – percussion
- Rhianna Kenny – bakgrundssång
- Jodie Scantlebury – bakgrundssång